# Wrightspeed X1
Der Wrightspeed X1 ist ein Sportwagen-Prototyp (Roadster) auf der Plattform des Ariel Atom mit Elektroantrieb. Als Motor hat der Wrightspeed X1 eine 3-phasige 4-Pol-Drehstrom-Asynchronmaschine mit 191 kW (260 PS) und einem maximalen Drehmoment von 257 Nm im Bereich zwischen 0 und 5000 Umdrehungen pro Minute. Das Einganggetriebe hat eine Übersetzung von 8,25 zu 1. Motor und Frequenzumrichter wurden von AC Propulsion gefertigt, die auch den tzero und den EV1 entwickelte. Der Lithium-Ionen-Akkumulator des Fahrzeuges hat eine Kapazität von 25 kWh.
Gebaut wurde der Wagen vom Ingenieur Ian Wright. Bei Beschleunigungsrennen schlägt der Wrightspeed X1 selbst einen Carrera GT und andere Supersportwagen, wodurch der Wagen seine Bekanntheit erlangte.

## Leistungscharakteristika
- Sprint von 0 auf 96 km/h (0–60 mph): circa 3,0 Sekunden
- Viertelmeile mit stehendem Start (400 m): circa 11,5 Sekunden
- Höchstgeschwindigkeit 180 km/h (112 mph) (abgeregelt)
- Reichweite >160 km (>100 Meilen) im Stadtbetrieb (Überlandreichweite größer)
- Aufladung: konduktiv mit Bordmitteln; Eingangsspannungen 100 bis 250 Volt bei 50 oder 60 Hz. Strom: frei wählbar bis 80 Ampere
- Energieumsatz 125 Wattstunden/km (200 Wh/Meile) im Stadtbetrieb, dies entspricht 1,4 Litern auf 100 km (170 mpg)

### Videos
- Wrightspeed X1 Electric Car beats Ferrari and Porsche
- Wrightspeed X1 vs. Lamborghini Gallardo and NASCAR

## Quelle
1. ↑   video: Wrightspeed X1 Electric Car beats Ferrari and Porsche